# Paul Lotman
Paul Lotman (* 3. November 1985 in Lakewood (Kalifornien)) ist ein US-amerikanischer Volleyball- und Beachvolleyballspieler.

## Karriere Halle

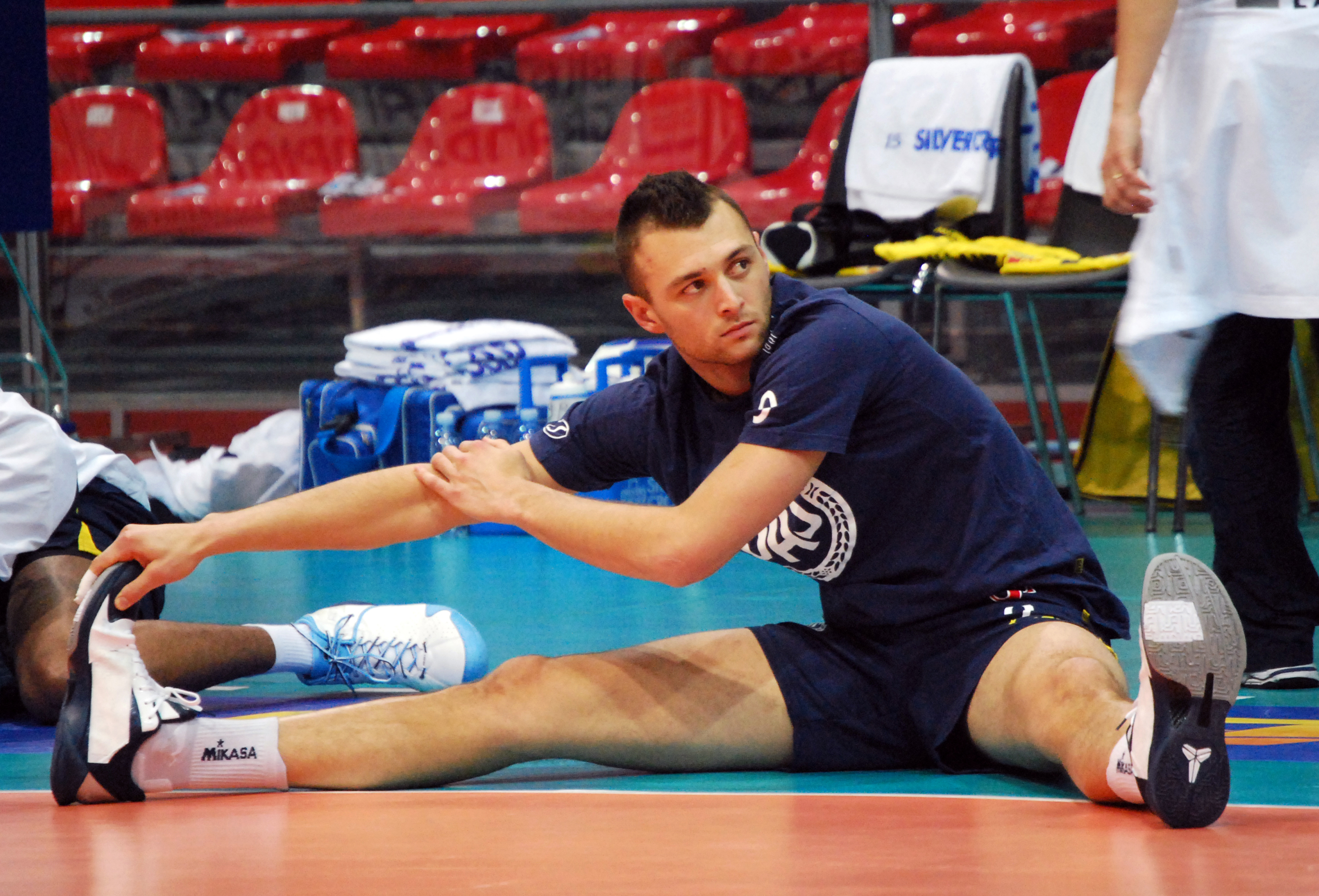
2011 in Piacenza

Lotman spielte von 2004 bis 2008 im Team der California State University, Long Beach. 2007 gewann er mit den Junioren der USA das Volleyball-Turnier der Universiade. Nach dem Abschluss an der Universität ging er zunächst nach Puerto Rico, wo er mit Plataneros Corozal nationaler Meister wurde. Im gleichen Jahr gab der Außenangreifer sein Debüt in der A-Nationalmannschaft. Er spielte eine Saison für den griechischen Verein PAOK Thessaloniki. 2009 wurde er mit den USA Zweiter bei der NORCECA-Meisterschaft. Nach einem Jahr in Frankreich bei Stade Poitevin Poitiers wechselte er 2010 in die italienische Liga zu Blu Volley Verona. 2011 wurde Lotman nach dem erneuten Vizetitel bei der kontinentalen Meisterschaft vom polnischen Erstligisten Resovia Rzeszów verpflichtet. 2012 wurde er bei den Olympischen Spielen in London Fünfter. Mit Rzeszów wurde Lotman 2012, 2013 und 2015 polnischer Meister. 2015/16 spielte Lotman in der Bundesliga bei den Berlin Recycling Volleys, mit denen er deutscher Meister wurde sowie den DVV-Pokal und den CEV-Pokal gewann.

## Karriere Beach
Seit 2017 konzentriert sich Lotman auf Beachvolleyball. Bis 2019 startete er mit verschiedenen Partnern vorwiegend auf der nationalen AVP Tour. Dabei war auch Miles Partain sein Partner, mit dem er Ende 2019 auf der NORCECA Continental Tour auf Jamaika das Turnier in Ocho Rios gewann. Neben zahlreichen Top-Ten-Platzierungen auf der AVP-Tour gewannen Lotman/Partain 2022 auch das Open-Turnier in Atlanta. Auf der World Beach Pro Tour 2022 erreichte Lotman im Oktober an der Seite von Taylor Crabb bei zwei Challenge-Turnieren in Dubai die Plätze fünf und drei.

### Halle
- Profil bei USA Volleyball (englisch)
- Profil bei der FIVB (englisch)
- Paul Lotman in der Datenbank von Olympedia.org (englisch)

### Beach
- Profil beim Weltverband FIVB (englisch)
- Profil in der Beach Volleyball Database (englisch)
- Profil bei Team USA (englisch)
- Profil bei der AVP (englisch)